# Keys to the Kingdom
„Keys to the Kingdom“ je píseň americké rockové skupiny Linkin Park z jejich šestého studiového alba The Hunting Party. Jedná se o úvodní skladbu alba, která se dostala do britské rockové hitparády na 33. místo, ačkoli nebyla vydána jako singl. Píseň napsala skupina a produkovali ji zpěvák Mike Shinoda a kytarista Brad Delson.

## Recenze
Kenneth Partridge z časopisu Billboard v recenzi skladbu vyzdvihl a popsal ji jako návrat k základům. Úvod ve stylu hardcore punku a celkový nu-metalový zvuk podobný jejich raným nahrávkám.

## Obsazení

### Linkin Park
- Chester Bennington – zpěv
- Mike Shinoda – rap a zpěv, rytmická kytara, klávesy
- Brad Delson – sólová kytara, doprovodné vokály, programování
- Dave "Phoenix" Farrell – basová kytara, doprovodné vokály
- Joe Hahn – samplování, programování
- Rob Bourdon – bicí, perkuse